# بادي لان (سياسي)
بادي لان (بالإنجليزية: Paddy Lane)‏ هو سياسي أيرلندي، ولد في 7 سبتمبر 1934 في مقاطعة كلير في جمهورية أيرلندا، وتوفي في 23 يوليو 2012. حزبياً، نشط في فيانا فايل. في انتخابات البرلمان الأوروبي 1989، انتخب عضو في البرلمان الأوروبي عن دائرة مونستر ‏ لترشحه ضمن  قائمة فيانا فايل، وقد انضم خلال فترته النيابية (25 يوليو 1989 – 18 يوليو 1994)  للكتلة البرلمانية التحالف الديمقراطي الأوروبي ‏.